# Krishna Kumar Birla
Krishna Kumar Birla (11 de novembro de 1918 — 30 de agosto de 2008) foi um industrial indiano da família Birla, ao segundo filho de Ghanshyam Das Birla. Foi membro do Rajya Sabha. Birla foi um dos empresários que suportaram as reforma econômicas da Índia em 1991.